# Montaña Negra (Tenerife)
Montaña Negra es un volcán situado en la isla de Tenerife ―Canarias, España―.
Su erupción tuvo lugar en 1706 y destruyó parcialmente la población de Garachico.
Se ubica a 6,5 kilómetros al sur de la villa de Garachico en el campo de volcanes de la cumbre de Abeque, una de las dorsales o rifts que configuran la isla de Tenerife denominada en el mundo académico como Dorsal del Noroeste.
La Montaña Negra es un cono volcánico constituido por escorias, lapillis y bombas, con una altura de 140 metros y un radio medio de 0,7 kilómetros, alcanzando una altitud total de 1398,4 m s. n. m.